# Liste der Bodendenkmäler in Rückersdorf (Mittelfranken)
Auf dieser Seite sind die Bodendenkmäler in der mittelfränkischen Gemeinde Rückersdorf zusammengestellt. Diese Tabelle ist eine Teilliste der Liste der Bodendenkmäler in Bayern. Grundlage ist die Bayerische Denkmalliste, die auf Basis des Bayerischen Denkmalschutzgesetzes vom 1. Oktober 1973 erstmals erstellt wurde und seither durch das Bayerische Landesamt für Denkmalpflege geführt wird. Die folgenden Angaben ersetzen nicht die rechtsverbindliche Auskunft der Denkmalschutzbehörde.

Mit dem Stand vom 3. Juli 2018 sind sieben Bodendenkmäler von Rückersdorf in der Bayerischen Denkmalliste eingetragen.

## Hinweise zu den Angaben in der Tabelle
- Spalte Name, Bezeichnung: Bezeichnung des denkmalgeschützten Objektes
- Spalte Ortsteil: Ortsteil, in dem sich das denkmalgeschützte Objekt befindet
- Spalte  Koordinaten: Geografischer Standort
- Spalte Denkmalnummer: Offizielle Denkmalnummer des Bayerischen Landesamts für Denkmalpflege
- Spalte Zeitstellung: Besondere Daten, so weit bekannt oder ableitbar, teilweise auch Datum der Ersterwähnung der Liegenschaft
- Spalte Denkmalumfang, Bemerkung: Nähere Erläuterungen über den Denkmalstatus, den Umfang der Liegenschaft und ihre Besonderheiten

Bis auf die Spalte Bild sind alle Spalten sortierbar.

## Liste der Bodendenkmäler
| Name, Bezeichnung                                                                                           | Ortsteil            | Koordinaten                        | Denkmalnummer | Zeitstellung | Denkmalumfang, Bemerkung                                                                                                | Bild           |
| --- | ------------------- | ---------------------------------- | ------------- | ------------ | --- | -------------- |
| Grabhügel der Bronzezeit                                                                                    | Rückersdorf         | 49° 30′ 17,54″ N, 11° 14′ 50,83″ O | D-5-6433-0150 |              | Nördlich von Ludwigshöhe                                                                                                |                |
| Siedlung der Bronzezeit                                                                                     | Rückersdorfer Forst | 49° 30′ 13,64″ N, 11° 14′ 22,92″ O | D-5-6433-0151 |              | Westlich von Ludwigshöhe                                                                                                |                |
| Grabhügel vorgeschichtlicher Zeitstellung, Siedlung der Hallstatt- und Latènezeit                           | Rückersdorfer Forst | 49° 30′ 21,17″ N, 11° 14′ 12″ O    | D-5-6433-0158 |              | Westlich von Ludwigshöhe. Gemeindegrenze zum gemeindefreien Gebiet Behringersdorfer Forst überschreitendes Bodendenkmal |                |
| Herrensitz des späten Mittelalters und der frühen Neuzeit                                                   | Rückersdorf         | 49° 30′ 19,39″ N, 11° 15′ 40,46″ O | D-5-6433-0238 |              | Herrensitz Strengenberg                                                                                                 | weitere Bilder |
| Herrensitz des späten Mittelalters und der frühen Neuzeit                                                   | Rückersdorf         | 49° 29′ 37,19″ N, 11° 14′ 39,37″ O | D-5-6533-0080 |              | Herrensitz Rückersdorf                                                                                                  | weitere Bilder |
| Grabhügel der Hallstattzeit                                                                                 | Rückersdorf         | 49° 29′ 44,47″ N, 11° 13′ 50,32″ O | D-5-6533-0081 |              | Im Bereich der Parkstraße, heute modern überbaut                                                                        |                |
| Mittelalterliche und frühneuzeitliche Befunde im Bereich der evangelisch-lutherischen Pfarrkirche St. Georg | Rückersdorf         | 49° 29′ 36,7″ N, 11° 14′ 33,84″ O  | D-5-6533-0150 |              | Kirche St. Georg |                |